# Три часа утра
«Три часа утра» (англ. Three A.M.) — картина американского художника-реалиста Джона Слоана, написанная в 1909 году. В 1946 году полотно было передано из частной коллекции в дар Художественному музею Филадельфии, где и хранится.

## Описание
На ней  изображены две девушки на аскетично обставленной кухне в злачном квартале Манхэттена. Одна из них в ночной рубашке босиком и с сигаретой в правой руке готовит у плиты. Другая сидит в платье за столом и пьёт кофе, на табурете перед ней лежит шляпа. По-видимому, она вошла лишь недавно. Девушки ведут непринуждённую беседу. Нельзя с полной уверенностью определить, завтракают они или ужинают. Достоверно определить род занятий девушек также не представляется возможным, однако есть предположение, что девушка в платье может заниматься проституцией. По крайней мере, в изображённом жилище вполне могли проживать как проститутки, так и обычные рабочие. Таким образом, картина имеет и социально-политический подтекст: в пику бытовавшим в среднем классе стереотипам Слоан хотел показать, что одинокая женщина в большом городе может оказаться вовсе не проституткой, а среднестатистической представительницей рабочего класса.
В апреле 1909 года Слоан в своём дневнике записал, что подглядел эту сцену, наблюдая из студии в Челси за своими соседями:

Я предположил, что эти две девушки — сёстры, одна из которых занимается чем-то, что привело её домой в столь поздний час. По её приходу другая прервала свой сон и начала готовить еду. Эта картина источает атмосферу бедной комнаты, скорее подсобки, освещённой газовым светильником. Она по-своему прекрасна, чего я не отрицаю; должно быть, она передаёт красоту человеческой жизни.
Оригинальный текст (англ.)These two girls I took to be sisters, one of whom was engaged in some occupation that brought her home about this hour of the morning. On her arrival the other rose from her slumbers and prepared a meal. This picture is redolent with the atmosphere of a poor, back gaslit room. It has a beauty, I'll not deny it; it must be that human life is beautiful.

Картина относится к серии полотен, написанных Слоаном на основе подсмотренных жизненных ситуаций. В эту серию также входят картины «Женская страница» (англ. The Womens' Page), «Ночные окна» (англ. Night Windows) и «Кухня и ванная» (англ. Kitchen and Bath) и другие .